# Campeonato Andorrano de Futebol de 2019–20 – Primeira Divisão
A Primera Divisió do Campeonato Andorrano de Futebol de 2019–20, também conhecida oficialmente como Lliga Multisegur Assegurances de 2019–20 por motivos de patrocínio,, é a vigésima quinta edição da principal divisão do futebol de Andorra. O torneio é organizado pela Federação Andorrana de Futebol (em catalão: Federació Andorrana de Futbol, sigla: FAF) e conta com a participação de oito times. A temporada começou em 15 de setembro de 2019 e tem conclusão marcada para maio de 2020. O atual defensor do título é o FC Santa Coloma.

## Regulamento

### Sistema de disputa
A Primera Divisió é constituída por oito equipes e disputado em duas etapas. Tudo começa com a disputa da fase classificatória (temporada regular), onde os times jogam entre si em três turnos, num total de 21 jogos para cada um. Os jogos em casa e fora são simbólicos, pois todos os jogos acontecem em estádios que não pertencem aos clubes. O sistema adotado é o de pontos corridos, onde as equipes recebem 3 pontos por vitória, 1 por empate e nenhum em caso de derrota. Ao final da fase classificatória, a liga é dividida em dois grupos de 4 times de acordo com as posições da fase anterior, onde um luta pelo título (4 primeiros colocados) e o outro contra o rebaixamento (quatro últimos).
O campeão ganha o direito de disputar a Liga dos Campeões da UEFA e vice-campeão tem a possibilidade se classificar para a Liga Europa da UEFA (dependendo do resultado da Copa Constitució). O último colocado na disputa contra o rebaixamento perde sua vaga na primeira divisão e o penúltimo colocado disputa um play-off para evitar o rebaixamento.

## Participantes

### Promovidos e rebaixados da temporada de 2018–19
Entre as novidades para esta edição, temos a chegada dos dois clubes que foram promovidos da Segona Divisió de 2018–19 (segunda divisão andorrana) para a Primera Divisió de 2019–20, foram eles, Atletic Club Escaldes e CE Carroi. Enquanto isso, na temporada anterior da Liga Nacional da Primera Divisió, tivemos o rebaixamento do FC Lusitanos e do FC Encamp para a Segona Divisió (segunda divisão).

### Informações dos clubes
| Equipe                  | Paróquia            | Título(s)                                                                            | 2018–19   | Ref.                |
| ----------------------- | ------------------- | ------------------------------------------------------------------------------------ | --------- | ------------------- |
| Atlètic Club d'Escaldes | Escaldes-Engordany  | 0 (nenhum)                                                                           | Promovido | [ 7 ] [ 8 ]         |
| Carroi                  | Andorra La Vella    | 0 (nenhum)                                                                           | Promovido | [ 9 ] [ 10 ] [ 11 ] |
| Engordany               | Escaldes-Engordany  | 0 (nenhum)                                                                           | 4º lugar  | [ 9 ] [ 12 ] [ 13 ] |
| Inter Club d'Escaldes   | Escaldes-Engordany  | 0 (nenhum)                                                                           | 3º lugar  | [ 9 ] [ 13 ] [ 14 ] |
| Ordino                  | Ordino              | 0 (nenhum)                                                                           | 5º lugar  | [ 9 ] [ 15 ] [ 16 ] |
| Sant Julià              | Sant Julià de Lòria | 2 (em 2005, 2009)                                                                    | 2º lugar  | [ 9 ] [ 13 ] [ 17 ] |
| FC Santa Coloma         | Andorra La Vella    | 13 (em 1995, 2001, 2003, 2004, 2008, 2010, 2011, 2014, 2015, 2016, 2017, 2018, 2019) | Campeão   | [ 9 ] [ 13 ] [ 18 ] |
| UE Santa Coloma         | Andorra La Vella    | 0 (nenhum)                                                                           | 6º lugar  | [ 9 ] [ 16 ] [ 19 ] |

## Fase classificatória

### Classificação
| Pos | Equipe                      | Pts | J  | V  | E | D  | GP | GC | SG  | Classificação                                  |
| --- | --------------------------- | --- | -- | -- | - | -- | -- | -- | --- | ---------------------------------------------- |
| 1   | Inter Club Escaldes (Q)     | 43  | 18 | 13 | 4 | 1  | 32 | 7  | +25 | Classificados para a disputa do título         |
| 2   | FC Santa Coloma (Q)         | 39  | 18 | 12 | 3 | 3  | 39 | 9  | +30 | Classificados para a disputa do título         |
| 3   | UE Engordany                | 32  | 18 | 9  | 5 | 4  | 28 | 20 | +8  | Classificados para a disputa do título         |
| 4   | UE Sant Julià               | 29  | 18 | 9  | 2 | 7  | 21 | 21 | 0   | Classificados para a disputa do título         |
| 5   | UE Santa Coloma             | 26  | 18 | 7  | 5 | 6  | 20 | 21 | −1  | Qualificados para a luta contra o rebaixamento |
| 6   | Atlètic Club d'Escaldes (Q) | 17  | 18 | 4  | 5 | 9  | 17 | 24 | −7  | Qualificados para a luta contra o rebaixamento |
| 7   | FC Ordino (Q)               | 9   | 18 | 2  | 3 | 13 | 13 | 42 | −29 | Qualificados para a luta contra o rebaixamento |
| 8   | CE Carroi (Q)               | 6   | 18 | 1  | 3 | 14 | 9  | 35 | −26 | Qualificados para a luta contra o rebaixamento |

### Resultados
Os clubes jogam três turnos, num total de 21 jogos para cada.
| Mandante \ Visitante  | ACE | CAR | ENG | INT | ORD | SJU | SFC | SUE |
| --------------------- | --- | --- | --- | --- | --- | --- | --- | --- |
| Atletic Club Escaldes | —   | 1–2 | 2–0 | 1–3 | 2–0 | 0–0 | 1–2 | 0–1 |
| CE Carroi             | 0–0 | —   | 0–3 | 1–2 | 1–1 | 0–2 | 0–3 | 0–3 |
| UE Engordany          | 3–1 | 3–1 | —   | 1–1 | 3–1 | 2–5 | 1–1 | 1–1 |
| Inter Club Escaldes   | 1–2 | 2–0 | 2–0 | —   | 1–0 | 1–0 | 1–0 | 1–1 |
| FC Ordino             | 1–1 | 2–2 | 1–2 | 0–5 | —   | 1–3 | 0–5 | 2–1 |
| UE Sant Julià         | 1–0 | 1–0 | 0–3 | 0–0 | 3–2 | —   | 0–3 | 3–0 |
| FC Santa Coloma       | 2–0 | 1–0 | 0–1 | 1–1 | 1–0 | 0–1 | —   | 2–0 |
| UE Santa Coloma       | 1–1 | 1–0 | 0–1 | 0–2 | 1–0 | 1–0 | 2–2 | —   |

| Mandante \ Visitante  | ACE  | CAR  | ENG  | INT  | ORD  | SJU  | SFC  | SUE  |
| --------------------- | ---- | ---- | ---- | ---- | ---- | ---- | ---- | ---- |
| Atletic Club Escaldes | —    | null | 1–1  | 0–1  | 4–0  | null | null | 0–2  |
| CE Carroi             | 1–2  | —    | 1–2  | null | 1–2  | null | null | null |
| UE Engordany          | null | null | —    | 2–3  | 3–1  | 0–1  | null | 1–1  |
| Inter Club Escaldes   | null | 2–0  | null | —    | 5–0  | null | 1–1  | 1–3  |
| FC Ordino             | null | null | null | null | —    | 1–3  | 0–3  | 0–2  |
| UE Sant Julià         | 0–4  | 1–0  | null | 0–1  | null | —    | 1–1  | null |
| FC Santa Coloma       | 5–0  | 4–0  | 2–0  | null | null | null | —    | null |
| UE Santa Coloma       | null | 0–1  | null | null | null | 3–1  | 1–4  | —    |

## Premiação
| Campeonato Andorrano de Futebol Lliga Multisegur Assegurances de 2019–20 |
| Andorra                                                                  |
| ------------------------------------------------------------------------ |
| Inter Club d'Escaldes Campeão (1.º título)                               |

## Estatísticas da temporada

### Artilheiros
- Atualizado até 23 de julho de 2020.[22]

| Pos. | Jogador            | Clube               | Gols |
| ---- | ------------------ | ------------------- | ---- |
| 1    | Genís Soldevila    | Inter Club Escaldes | 16   |
| 2    | Bruno Lemiechevsky | UE Sant Julià       | 9    |
| 3    | Nico Medina        | FC Santa Coloma     | 8    |

Fonte: FAF (em catalão)